# West, Bruce and Laing
West, Bruce and Laing var en amerikansk powertrio bestående av Leslie West (gitarr och sång), Corky Laing (trummor och sång) och Jack Bruce (basgitarr och sång).
Trion grundades i Chicago 1972 efter upplösningen av bandet Mountain, där både West och Laing varit medlemmar. Bruce hade varit medlem i Cream, som producerats av Felix Pappalardi som även spelade bas i Mountain.
2009 turnerade West och Laing tillsammens med Malcom Bruce (son till Jack Bruce) under namnet West, Bruce Jr. and Laing.

## Diskografi
Studioaalbum
- Why Dontcha (1972)
- Whatever Turns You On (1973)

Livealbum
- Live 'n' Kickin' (1974)
- Boston Orpheum Theatre 10th November 1972: Live (2004)
- Radio City November 1972: Live (2004)
- Play with Fire (2008)

Singlar
- "Why Dontcha" / "The Doctor (1972)
- "Shake Ma Thing (Rollin' Jack)" / "The Doctor" (1972)
- "Dirty Shoes" / "Backfire" (1973)

Samlingsalbum
- Greatest Rock Sensation (1975)
- West, Bruce & Laing (1980)

Bootlegskivor
- Carnegie Hall, New York 1972 (1972)
- Dallas 1972 (1972)
- Free Trade Hall, Manchester 1973 (1973)
- Landwirtschaftshalle, Kaiserslautern 1973 (1973)
- Made in Denmark - Falconer Theater, Copenhagen 1973 (1973)
- Stadthalle, Wien 1973 (1973)
- Theatre de Chatelet, Paris 1973 (1973)
- The City Hall, Newcastle 1973 (1973)
- Live At K-Town (1973)